# Токарева, Надежда Владимировна
Токарева Надежда Владимировна (словен. Nadežda Tokareva; род. 27 ноября 1977, Пенза, РСФСР, СССР) — российско-словенская скрипачка, педагог. Лауреат международных конкурсов.

## Биография и карьера
Окончила с отличием Пензенское музыкальное училище в 1996 году (класс Заслуженного работника культуры РФ Л. С. Ромадиной) и Московскую государственную консерваторию им. П. И. Чайковского в 2001 году (класс Народного артиста СССР, профессора Э. Д. Грача). Продолжила образование в ассистентуре-стажировке (окончила в 2003 г.).
Лауреат международных конкурсов:
- III премия VII Международного конкурса скрипачей Клостер-Шонталь (Германия, 1997)[2]
- Гран-при I Международного конкурса «Скрипка Севера» (Якутск, 1997)
- I премия II Международного конкурса им. А. И. Ямпольского (Пенза, 1999)
- Спецприз XII Международного конкурса имени П. И. Чайковского (Москва, 2002)
- Спецприз Международного конкурса скрипачей имени М. Лонг и Ж. Тибо (Париж, 2002)[3]
- II премия I Московского международного конкурса скрипачей имени Н. Паганини (Москва, 2003)[4]
- Победитель в номинации «инструменталисты» на фестивале «Апрельская весна» в Пхеньяне (Республика Северная Корея, 2006).

С марта 1999-го по 2012 год являлась солисткой Московской государственной академической филармонии.
Выступала на ведущих концертных площадках Москвы (Большой, Малый и Рахманиновский залы консерватории, Концертный зал им. П. И. Чайковского, Светлановский и Камерный залы ММДМ, Дом Правительства РФ и др.), во многих городах России (Санкт-Петербург, Казань, Екатеринбург, Самара и др.) и за рубежом (страны Европы, Израиль, Марокко, Египет, Турция, Китай, Вьетнам, Северная и Южная Корея, Япония, США — всего более 30 стран) с такими коллективами как: ГАСО им. Е.Светланова, АСО Московской филармонии, МГАСО п/у П.Когана, Российский государственный симфонический оркестр кинематографии, Симфонический оркестр Москвы «Русская филармония», Санкт-Петербургский государственный симфонический оркестр «Классика», Симфонический оркестр Польского радио, Симфонический оркестр Словенского радио и телевидения, Академический оркестр русских народных инструментов ВГТРК, Оркестр народных инструментов имени Н. П. Осипова, Камерный оркестр Падуи и области Венето (OPV) (Италия), Киевский камерный оркестр и др. В качестве концертмейстера и солистки, совместно с Симфоническим оркестром Радио и Телевидения России, дважды провела туры по США, получив восторженный приём публики и прессы. Её партнёрами по сцене в разные годы были такие дирижёры как: Александр Ведерников, Павел Сорокин, Павел Коган, Сергей Скрипка, Роман Кофман, Владимир Понькин, Константин Кримец, Мурад Аннамамедов, Феликс Коробов, Александр Канторов, Роберт Деббаут (США), Богуслав Давидов (Польша), Агнешка Дучмал (Польша), Антон Нанут (Словения), Андрес Мустонен (Эстония) и многие другие.
Является первым исполнителем в России «Русского концерта» Эдуарда Лало, Концерта для скрипки Пеетера Вяхи, Сонаты для скрипки и фортепиано № 2 Валерия Арзуманова (посвящена Н. Токаревой). Первый исполнитель Концерта для скрипки Хуго Вольфа. 8 апреля 2017 года, в день 325-летия Джузеппе Тартини, в Доме Тартини в Пиране (Словения) состоялся концерт, посвящённый этому юбилею. На скрипке, принадлежавшей Тартини и хранящейся в Доме-музее, Надежда Токарева исполнила знаменитые «Дьявольские трели», а также ряд произведений итальянских авторов, став первым исполнителем сольной программы на этом инструменте. Концерт транслировался в прямом эфире на Радио Словении.
С 2002 года совмещала концертную деятельность с преподавательской работой в Московской консерватории в качестве ассистентки профессора Э. Д. Грача, а с 2006 года вела собственный класс. С 2010 по 2013 г. — доцент и секретарь кафедры скрипки МГК им. П. И. Чайковского (кафедра Народного артиста СССР, профессора Э. Д. Грача).
С 2006 по 2009 г. — приглашённый профессор Университета Курасики Сакуё, Япония.
С 2011 по 2013 — доцент кафедры скрипки Государственной классической академии им. Маймонида в Москве.
В сезоне 2011/2012 — концертмейстер Симфонического оркестра радио и телевидения Словении.
С 2011 года живёт в Словении, где успешно продолжает свою концертную и педагогическую деятельность.
Блестящее владение инструментом позволяет Надежде Токаревой исполнять широчайший спектр музыкального репертуара — от барокко до современных композиторов. Репертуар скрипачки включает в себя более 40 скрипичных концертов и огромное количество камерной музыки. Причём репертуар артистки не ограничен сугубо классической музыкой, поскольку охвачены многие музыкальные направления — джаз, фолк, танго. Помимо этого, Надежда Токарева — автор нескольких скрипичных переложений и оркестровок. Является автором многих скрипичных премьер и первым исполнителем произведений словенских авторов, делает записи на Государственном радио Словении, даёт мастер-классы. Активно концертирует за рубежом.

## Некоторые факты
- 19 ноября 2006 года скрипач Родион Замуруев должен был выступить в Большом зале Московской консерватории, но заболел за день до концерта, в котором должен был исполнять Второй скрипичный концерт Н. Паганини.[17] По просьбе руководства Московской филармонии, Надежда Токарева срочно заменила солиста, блестяще сыграв концерт вместо Р. Замуруева.
- 27 сентября 2012 года в Любляне должен был состояться юбилейный концерт всемирно известного словенского дирижёра Антона Нанута, в программе участвовал пианист Иван Скрт с Третьим фортепианным концертом С. В. Рахманинова. Накануне поздно вечером, руководство Симфонического оркестра Радио и Телевидения Словении попросило Надежду Токареву срочно заменить солиста, ввиду его неподготовленности к концерту. На концерте Надежда Токарева исполнила Скрипичный концерт П. И. Чайковского.[18] Республика Словения высоко оценила заслуги артистки и в кратчайшие сроки предоставила словенское гражданство.

## Дискография
- 2004 — Эшпай А. Я. Концерт № 3 для скрипки с оркестром (Музыкальное издательство «Гармония»)[19]
- 2005 — Моцарт В. А. Концерт для скрипки с оркестром D-dur, KV 211 (Dowani International, DOW 04513-400)[20]
- 2015 — Петрич И. Все произведения для скрипки и фортепиано (Ars Slovenika, Ed.DSS 2015102)[21]